# 爪哇鲃鲤
爪哇鲃鲤（学名：Puntioplites waandersi，又名爪哇魮鯉）为輻鰭魚綱鯉形目鲤科鲃鲤属的一種鱼类。分布于亞洲中南半島、馬來半島、爪哇、苏门答腊、及婆羅洲加里曼丹等地，以及西双版纳的澜沧江干流及其支流小黑江等。
爪哇鲃鲤體長可達50公分，棲息在流速緩慢的溪流、溝渠及水塘，屬雜食性，以昆蟲、藻類及植物等為食，為具經濟價值的食用魚。

## 扩展阅读
維基物種上的相關：爪哇鲃鲤